# Cops and Robbers (film, 1979)
Pour plus de détails, voir Fiche technique et Distribution.
Cops and Robbers (点指兵兵, Dim ji bing bing) est un film hongkongais réalisé par Alex Cheung Kwok-ming, sorti en 1979.

## Synopsis
Chan Lapkey et Chau sont des membres des forces de l'ordre qui se confrontent à Piu et son gang.

## Fiche technique
- Titre original : 点指兵兵, Dim ji bing bing
- Titre français : Cops and Robbers
- Réalisation : Alex Cheung Kwok-ming
- Scénario : Alex Cheung Kwok-ming et Chan Kiu-ying
- Pays d'origine : Hong Kong
- Format : Couleurs - 35 mm
- Genre : drame
- Durée : 91 minutes
- Date de sortie : 1979

## Distribution
- Chung Wang :
- Hing-Yin Kam :
- Kwok Keung Cheung :
- Si-dai Lau :